# Sort fiber
En sort fiber er en uanvendt lysleder, som er tilgængelig for anvendelse til lyslederkommunikation.
Begrebet sort fiber blev oprindeligt anvendt til at referere til en telekommunikationsinfrastrukturs datanets potentielle kapacitet, men refererer også til den øgede almindelige praksis, hvor en fibernetleverandør udlejer lyslederkabler – eller, generelt, om en lyslederinstallation, som ikke er ejet eller styret af traditionelle indholdsleverandører.